# Степски леминг
Степски леминг (лат. Lagurus lagurus) је врста глодара из породице хрчкова (Cricetidae). 

## Распрострањење
Ареал врсте покрива средњи број држава, углавном у Азији. Врста је присутна у Казахстану, Кини, Киргистану, Монголији, Русији и Украјини.

## Станиште
Станишта врсте су степе, планине, полупустиње и пустиње.

## Угроженост
Ова врста није угрожена, и наведена је као последња брига јер има широко распрострањење.